# Rio Comprido
O rio Comprido é um rio brasileiro do estado de São Paulo. Acompanha um bom trecho da BR-116 passando por municípios como: Taubaté, Caçapava, Jacareí e São José dos Campos.